# لدن
لدن (به آلمانی: Lähden) یک شهر در آلمان است که در امسلاند واقع شده‌است. لدن ۴٬۵۹۱ نفر جمعیت دارد.